# 라도니아
라도니아(Ladonia, 스웨덴어: Ladonien 라도니엔[*])는 스웨덴 남부 쿨라베리(Kullaberg) 천연보호구역에 위치한 마이크로네이션이다.

## 개요
1980년 스웨덴의 예술가인 라르스 빌크스(Lars Vilks)는 스웨덴 스코네 지방 북서부에 위치한 쿨라베리(Kullaberg) 천연보호구역에 《니미스》(Nimis, 라틴어로 "너무 많다"는 뜻)라는 이름의 조각 작품을 건설했다. 이 조각 작품은 일반인이 접근하기 어려운 곳에 세워졌기 때문에 조각 작품이 세워진 지 2년이 지난 뒤에야 지방 자치체 당국에 의해 발견되었다. 1983년 빌크스는 천연보호구역 안에서 조각 작품을 건설한 혐의로 지방법원으로부터 유죄 판결을 받았다.
1984년 요제프 보이스가 빌크스로부터 《니미스》(Nimis)를 1,500 미국 달러에 구입했다. 같은 해에 항소법원은 《니미스》에 대한 판결에서 빌크스에게 무죄를 선고했다. 1986년 요제프 보이스가 사망한 뒤에 크리스토 자바체프와 장클로드 자바체프가 니미스를 구입했다.
1991년 빌크스는 이 곳에 《아르크스》(Arx, 라틴어로 "요새"라는 뜻)라는 이름의 조각 작품을 건설했다. 빌크스는 헬싱보리 지방법원으로부터 유죄 판결을 받았고 10,000 크로나의 벌금을 부과했다. 1996년 6월 2일 수년 간의 법정 공방 끝에 빌크스는 라도니아의 독립을 선언했다.

## 인구
독립 당시의 인구는 0명이었지만 2011년 기준으로 세계 50여개 국가에서 온 15,567명이 라도니아 시민권을 보유하고 있다. 라도니아의 국경 안쪽에 사는 국민은 과거에는 최소 1명이 있었지만 현재는 아무도 없다.

## 사진

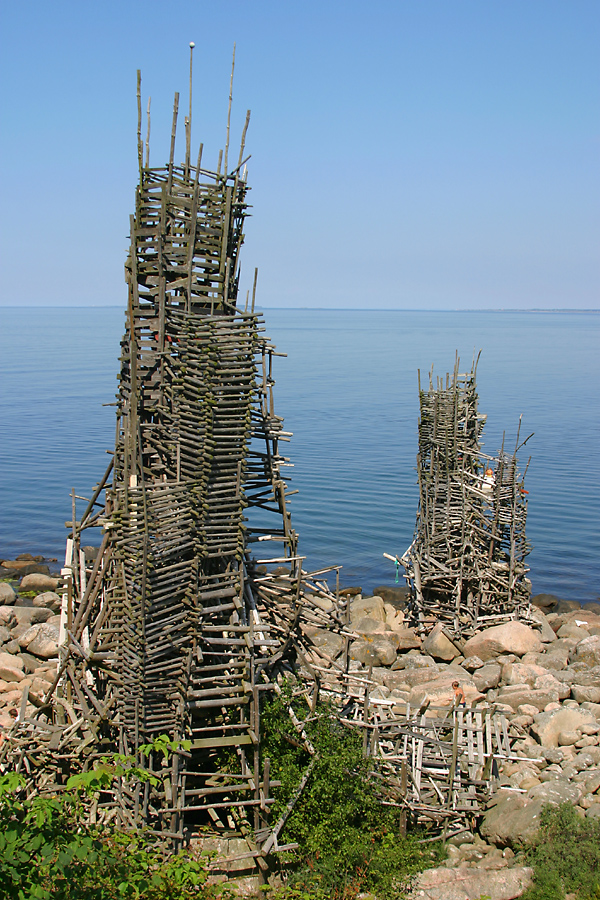
《니미스》 (Nimis)
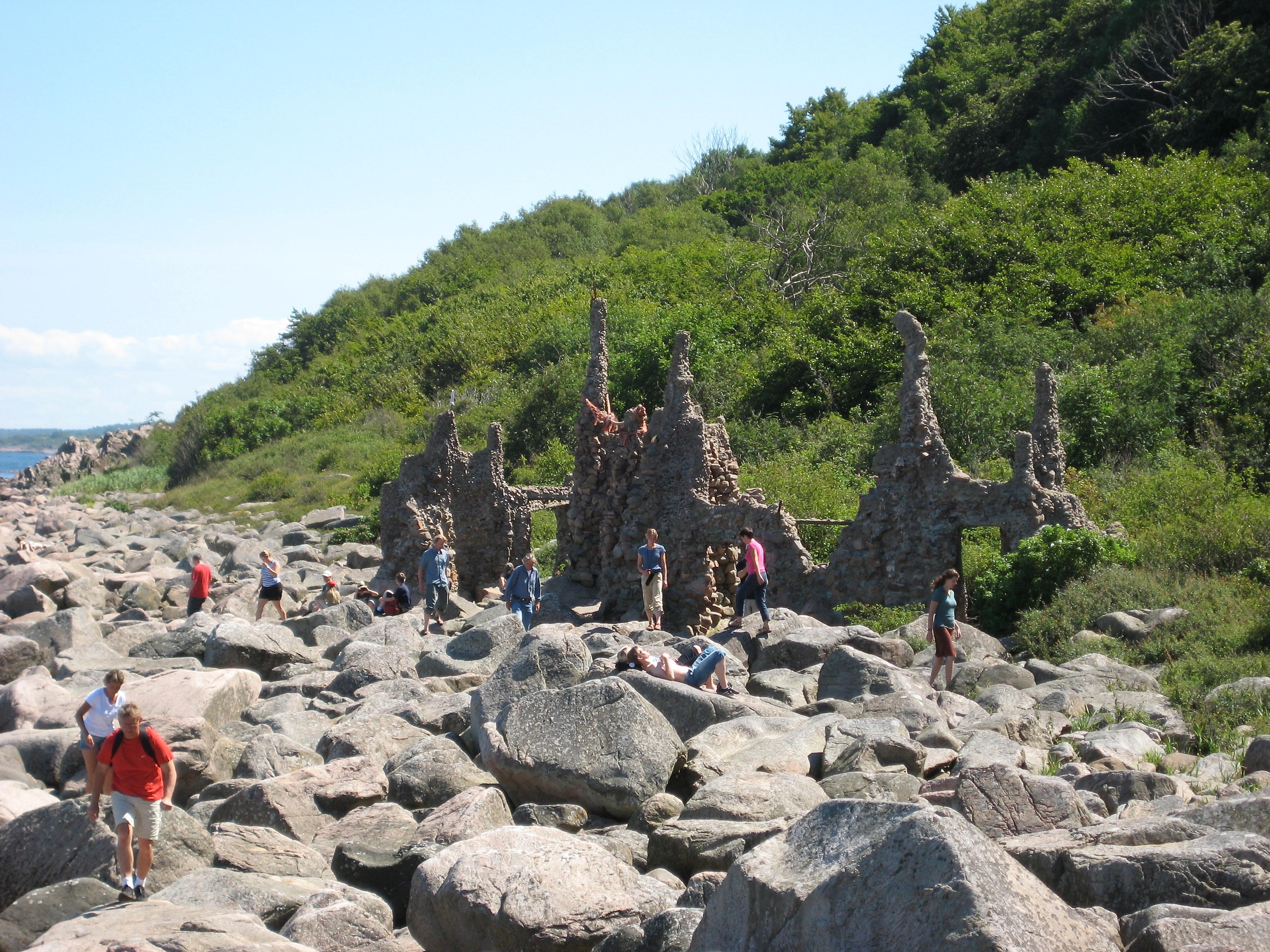
《아르크스》 (Arx)
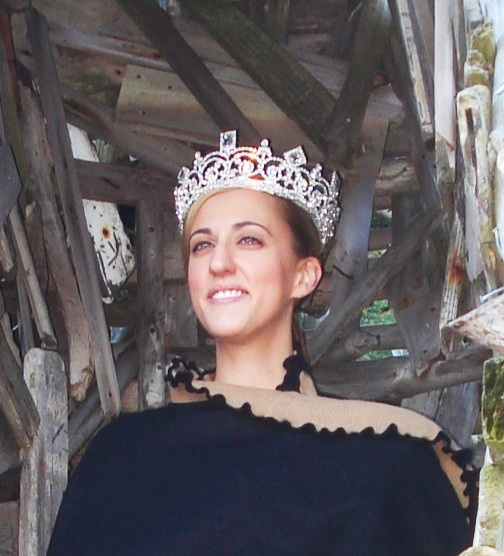
대관식 직후의 카롤린 여왕 (2011년 9월 19일)